# Котта, Иоганн Фридрих (теолог)
Иоганн Фридрих Котта (нем. Johann Friedrich Cotta; 12 марта 1701 — 31 декабря 1779) — немецкий богослов из рода Котта, происходившего из Италии и осевшего в Тюрингии в XVI веке. Двоюродный дед известного издателя Иоганна Фридриха Котты.
Изучал теологию в Тюбингенском университете. Преподавал некоторое время в Йене, а с 1733 года и до конца жизни — в своём родном университете (с перерывом в 1736—1739 гг., когда занимал кафедру теологии в Гёттингенском университете).
Главным сочинением Котты считается «Опыт подробной церковной истории Нового Завета» (нем. Versuch einer ausführlichen Kirchenhistorie des neuen Testaments; Тюбинген, 1768—1773). Кроме того, важной работой Котты была подготовка переиздания «Основных истин теологии» (лат. Loci communes theologici) Иоганна Герхарда.